# Blazer (динамічний захист)
Blazer («Бле́йзер»; також відомий в Ізраїлі як «Балтан») — ізраїльський комплекс вибухового динамічного захисту (ДЗ), перший серійний і випробуваний в бою ДЗ. Розроблений компанією Rafael. Встановлювався на ізраїльські танки «Маґах» з Ліванської війни 1982 року, оновлені версії ДЗ застосовуються донині.

## Історія
Дослідження принципу динамічного захисту (незалежно від радянських дослідників, що не дуже успішно вели подібні розробки з 1949) розпочав німецький фахівець з кумулятивних снарядів (КС) норвезького походження Манфред Гельд. Під час Шестиденної війни (1967) він відправився до Ізраїлю, щоб дослідити наслідки дії КС на арабські танки Т-54 та Т-55 радянського виробництва. Він виявив, що вибух боєкомплекту міг змінити пошкодження від самого кумулятивного струменя.
Так 1970 року він запатентував перший прототип динамічного захисту (патент ФРН 2053345). Цей комплекс міг захищати не лише від кумулятивних, але також і від підкаліберних боєприпасів (як ДЗ другого покоління) — але був непрактичним і складним для застосування. Пізніше того ж року він запатентував (патент 2008156) простіший модульний дизайн, більш схожий на майбутній Blazer. Спроби запровадити такий захист в Німеччині та інших країнах НАТО були безуспішними, тож 1974 року Гельд повернувся до Ізраїлю, щоб досліджувати результати Війни Судного дня. 
Результати Гельда поклала за основу компанія Rafael. Вперше Blazer було застосовано 1982 року під час Ліванської війни 1982 року.
Існує поширена версія, що створення радянського «Контакту-1» було спричинене успіхом ізраїльського ДЗ Blazer під час Ліванської війни 1982 року, що встановлювався на танках «Маґах»: СРСР того ж року отримав такий танк і, нібито, поспіхом розпочав роботу над власною подібною системою. Втім, ця версія навряд чи є правдою, оскільки СРСР розпочав дослідження подібних засобів захисту ще в 1949, а вже 1961 вийшов перший звіт, у якому містилось формулювання «динамічний захист». Сам же «Контакт», ймовірно, вже був готовий на 1982 рік, оскільки цього року вже було ухвалено його державні випробування. Примітно також і те, що одним із учасників випробувань радянських ДЗ був дехто Блейзер Г. А., який пізніше переїхав до Ізраїля — але невідомо, чи не є збіг у прізвищі та в назві ізраїльського ДЗ випадковістю.
В 1990-х або 2000-х роках було розроблено нову версію під назвою Super Blazer, яка застосовується на словенських M-55S. Ця версія дає також певний захист від підкаліберних боєприпасів.

## Опис

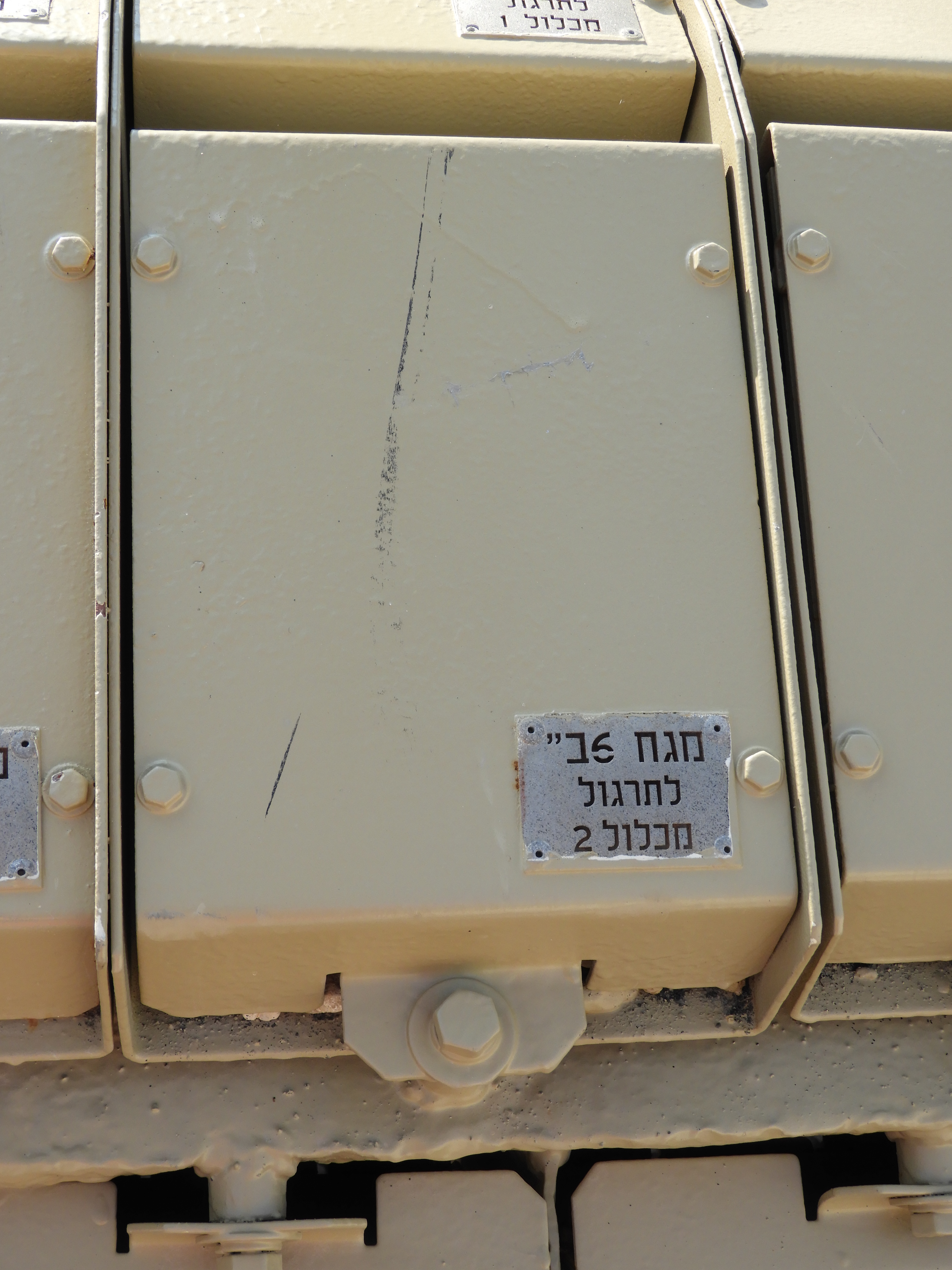
Блоки ДЗ

Blazer є комплексом першого покоління — навісним комплексом, що монтується поверх броні, на відміну від більш досконалих наступників, що мають важчі метальні бронепластини.
Принцип дії: кумулятивний струмінь ініціює вибухову речовину, яка метає дві металеві пластини в різних напрямках, що пошкоджують струмінь і роблять його менш ефективним.
Кожен контейнер ДЗ Blazer має одну вибухову панель, що складається з 3-мм шару вибухівки, оточеного з обох боків 3-мм сталевими пластинами. Вибухова речовина є дуже стабільною, тож не реагує на ураження стрілецькою зброєю, снарядами до 23 мм, а також підкаліберними снарядами.
Вважається, що Blazer був здатен знизити ефективне пробиття гранати РПГ-7 з 300 до 100 міліметрів сталевого еквівалента, але точна ефективність залежить від кута влучання.
Характерною проблемою Blazer була велика кількість різних форм, що ускладнювало логістику. Також Blazer, як і його радянський сучасник «Контакт-1», не мав впливу на підкаліберні снаряди (але Super Blazer вже здатен це робити). Але «Контакт» надавав кращий захист від КС за рахунок двох вибухових панелей всередині одного контейнера.

## Оператори

### Blazer
- Ізраїль: «Маґах», «Шот Каль», «Тіран»

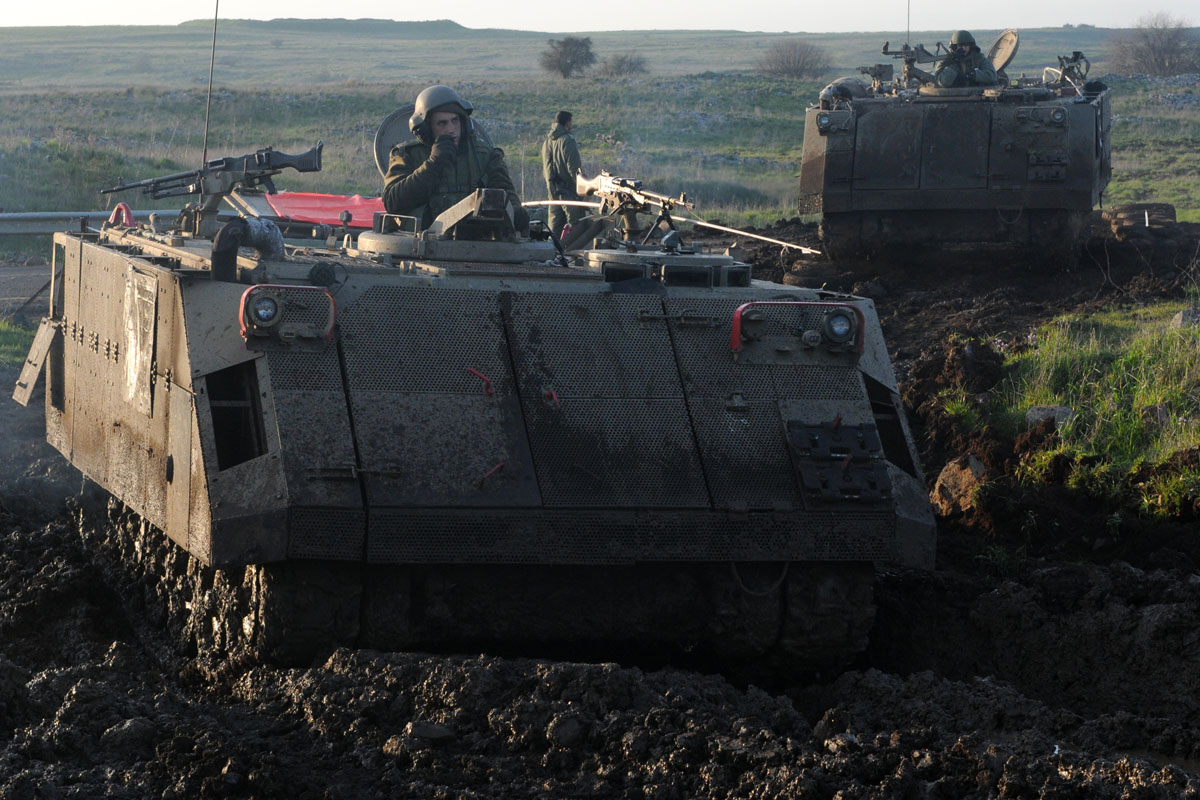
M113 Zelda II з динамічним захистом

### Super Blazer
- Словенія: M-55S
- Україна: 28 M-55S, переданих Словенією в 2022 році